# Paroxystoglossa mimetica
Paroxystoglossa mimetica là một loài Hymenoptera trong họ Halictidae. Loài này được Moure mô tả khoa học năm 1950.